# Eugenia de Montijo (pel·lícula)
Eugenia de Montijo és una pel·lícula històrica i biogràfica del 1944 escrita i dirigida per José López Rubio amb música de Joaquín Turina adaptada per Jesús García Leoz.

## Sinopsi
Eugenia de Montijo és una jove malaguenya educada, bella i intel·ligent, filla dels Comtes de Montijo que, després de patir una depressió en veure com el duc d'Alba preferia casar-se amb la seva germana, marxa a París. Allí és festejada per Jérôme Bonaparte, germà petit de Napoleó Bonaparte, però ella prefereix al seu cosí, Lluís Napoleó, el futur Napoleó III, qui tenia fama de faldiller. Ell intenta seduir-la, però ella li deixa clar que abans que res s'haurà de casar amb ella.

## Repartiment
- Amparo Rivelles	...	Eugenia de Montijo
- Mariano Asquerino	...	Lluís Napoleó
- Jesús Tordesillas...	Prosper Mérimée
- María Roy	...	Doña María Manuela
- Guillermo Marín	...	Jérôme Bonaparte
- Carmen Oliver Cobena	...	Princesa Matilde
- Nicolás Navarro	...	Comte de Morney
- Fernando Rey	...	Duc d'Alba
- Mercedes L. Collado	...	Paquita de Guzmán
- María Victorero	...	Pepa
- Luis Peña...	Maupas
- José Prada... Persigny
- Aníbal Vela	... General Saint-Arnaud
- Ricardo Calvo	... Rey Jerónimo

## Premis
El 8 d'octubre de 1945 la pel·lícula va aconseguir un premi econòmic de 250.000 ptes, als premis del Sindicat Nacional de l'Espectacle de 1945.